# Albert Whitlock
Albert Whitlock (Londres, 15 de setembro de 1915 — Santa Barbara, 26 de outubro de 1999) é um especialista em efeitos visuais estadunidense. Venceu o Oscar de melhores efeitos visuais em duas ocasiões: por Earthquake e The Hindenburg.